# Ovo bi mogla biti moja ulica
Ovo bi mogla biti moja ulica kultna je predstava autorskog tima Anice Tomić i Jelene Kovačić nastala u produkciji Zagrebačkog kazališta mladih.
Ovo bi mogla biti moja ulica prva je predstava koja progovara o nasilju među mladima u Hrvatskoj. Posvećena je zagrebačkom maturantu Luki Ritzu, te svim mladićima i djevojkama koji su stradali na ulicama Hrvatskih gradova. Autorice naglašavaju kako predstava nije rekonstrukcija onoga što se dogodilo Luki, već je priča predstave tek potencijalno ostvariva. Iako su karakteri izmišljeni, problem koji ih okuplja stvaran je, a njihov susret s jedinom osobom koja na sceni izgovara svoje ime i prezime, Larom Janić, prijateljicom Luke Ritza, trenutak je u kojem se kazališna stvarnost susreće s onom koju svakodnevo živimo. U kazališnoj knjižici autirice su zapisale: «Ova predstava tako se obraća svima onima koji su na bilo koji način svjedočili nasilju: žrtvama, nasilnicima, roditeljima, djeci, susjedima, nastavnicima, slučajnim prolaznicima, predstavnicima mjerodavnih institucija.... Svima onima koji će se u njoj možda prepoznati ili osjetiti potrebu da odgovore na neko od pitanja što ih ona postavlja. Trenutak kada smo se pitale tko to ima pravo oduzeti drugomu bez ikakva razloga jedinu i apsolutnu slobodu, to jest život sam, bio je i trenutak našega prepoznavanja u Lukinoj priči.»
Lukini roditelji Suzana Ritz i Reno Ritz bili su velika podrška autorskoj ekipi predstave, a za Jutarnji list izjavili su: «…Bilo nam je izuzetno teško za gledati, pucali smo po šavovima, a predstavu smo prije svečane premijere vidjeli već nekoliko puta - rekla je Suzana Ritz. 
Reno Ritz je također izjavio: «Iako je ovo predstava koja govori o svim žrtvama nasilja, mi smo itekako prepoznali neke intimne stvari koje su nas pogodile. Ona je ciljano napravljena za mlade, a već je jučer organizirana i izvedba za ravnatelje i pedagoge kako bi se potaknuo organzirani dolazak školske djece na predstavu. Treba istaknuti da to nije klasična predstava nakon koje idete kući, nego su gledatelji pozvani i da zapišu svoje svoje dojmove o predstavi. Oni će poslije poslužiti kao materijal za diskusije u savjetovalištu.
Predstava je proglašena jednim od vrhunaca kazališne sezone, te uz predstave S druge strane i Zagrebački pentagram spada u najuspješnije predstave ZKM-a s početka 21. stoljeća.
Kritika je jednoglasno hvalila predstavu pa je tako Bojana Radović u Večernjem listu zapisala: "Hrabra predstava koja ne traži krivca, ali proziva sve nas." Nataša Govedić je u Novom listu zapisala "Predstava inspirirana tragičnom pogibijom mladog Zagrepčanina Luke Ritza, predstava je sa snažnom aktivističkom crtom koja iznova propituje odnos umjetnosti i djelovanja, teatra i života… Gromoglasni pljesak i povici »bravo« kako autoricama tako i cijelom ansamblu nisu htjeli utihnuti u prepunoj dvorani".
Predstava je postigla veliki uspjeh kod publike, te su karte i godinu dana nakon premijere mjesecima unaprijed rasprodane čime je stekla titulu hit predstave.    
Predstava je praizvedena 23. listopada 2010. godine. Već 7. travnja 2013. godine svečano je izvedena 100. put.
18. i 19. travnja 2012. godine, predstava je s velikim uspjehom gostovala u prestižnom berlinskom kazalištu, Theater an der Parkaue. 
Predstava je sveukupno imala 126 izvedbi te je jedna od najigranijih predstava u povijesti ZKM-a. 

## Autorski tim
Majka sina jedinca: Suzana Nikolić

Otac sina jedinca: Damir Šaban 

Mladi revolucionar: Vedran Živolić 

Djevojka koja želi otići: Jadranka Đokić

Policajka koja nikada nije upotrijebila pištolj: Nadežda Perišić 

Majka dvaju sinova: Nataša Dorčić 

Otac dvaju sinova: Goran Bogdan 

Mladić u plavoj majici: Petar Leventić

Brat mladića u plavoj majici: Danijel Ljuboja

Baka: Marica Vidušić

Žena koja je trudna: Dora Polić

Novinar koji će jednog dana napisati istinu: Filip Nola

Psiholog koji pokušava pomoći: Edvin Liverić

Institucija: Zoran Čubrilo

Lara Janić

Tekst: Anica Tomić i Jelena Kovačić

Režija: Anica Tomić 

Dramaturgija: Jelena Kovačić

Scenografija: ARCHIsquad

Kostimografija: Doris Kristić

Izbor glazbe: Anica Tomić i Jelena Kovačić

Obrada i aranžmani glazbe: Frano Đurović

Oblikovatelj svjetla: Aleksandar Čavlek

## Nagrade
Nagrada Hrvatskoga glumišta, 2011.

- Najbolji praizvedeni suvremeni hrvatski dramski tekst: Jelena Kovačić i Anica Tomić

- Najbolje glumačko ostvarenje u lutkarskim predstavama ili predstavama za djecu i mlade: Jadranka Đokić